# فرانك ميرفي (لاعب كرة قاعدة)
فرانك ميرفي (بالإنجليزية: Frank Murphy)‏ هو لاعب كرة قاعدة أمريكي، ولد في 6 أبريل 1876 في سليبي هالو في الولايات المتحدة، وتوفي في 4 نوفمبر 1912 في سنترال آيسلب في الولايات المتحدة.

## وصلات خارجية
- فرانك ميرفي على موقعبيزبول رفرنس.كوم (الدوري الرئيسي) (الإنجليزية)
- فرانك ميرفي على موقعبيزبول رفرنس.كوم (الدوري الثانوي) (الإنجليزية)